# Cambrin
Cambrin és un municipi francès situat al departament del Pas de Calais i a la regió dels Alts de França. L'any 2007 tenia 1.003 habitants.

## Demografia

### Població
El 2007 la població de fet de Cambrin era de 1.003 persones. Hi havia 346 famílies de les quals 69 eren unipersonals (24 homes vivint sols i 45 dones vivint soles), 114 parelles sense fills, 147 parelles amb fills i 16 famílies monoparentals amb fills.
La població ha evolucionat segons el següent gràfic:
Habitants censats

### Habitatges
El 2007 hi havia 372 habitatges, 360 eren l'habitatge principal de la família, 4 eren segones residències i 7 estaven desocupats. 350 eren cases i 21 eren apartaments. Dels 360 habitatges principals, 263 estaven ocupats pels seus propietaris, 92 estaven llogats i ocupats pels llogaters i 5 estaven cedits a títol gratuït; 1 tenia una cambra, 14 en tenien dues, 42 en tenien tres, 90 en tenien quatre i 213 en tenien cinc o més. 300 habitatges disposaven pel capbaix d'una plaça de pàrquing. A 155 habitatges hi havia un automòbil i a 150 n'hi havia dos o més.

### Piràmide de població
La piràmide de població per edats i sexe el 2009 era:
| Homes | Edats   | Dones |
| ----- | ------- | ----- |
| 0     | 95 o +  | 0     |
| 0     | 90 a 94 | 12    |
| 16    | 85 a 89 | 8     |
| 4     | 80 a 84 | 16    |
| 24    | 75 a 79 | 24    |
| 0     | 70 a 74 | 8     |
| 12    | 65 a 69 | 12    |
| 12    | 60 a 64 | 28    |
| 20    | 55 a 59 | 4     |
| 28    | 50 a 54 | 36    |
| 60    | 45 a 49 | 44    |
| 36    | 40 a 44 | 44    |
| 28    | 35 a 39 | 20    |
| 36    | 30 a 34 | 32    |
| 36    | 25 a 29 | 40    |
| 12    | 20 a 24 | 16    |
| 64    | 15 a 19 | 32    |
| 56    | 10 a 14 | 36    |
| 24    | 5 a 9   | 24    |
| 32    | 0 a 4   | 20    |

## Economia
El 2007 la població en edat de treballar era de 657 persones, 453 eren actives i 204 eren inactives. De les 453 persones actives 389 estaven ocupades (225 homes i 164 dones) i 65 estaven aturades (32 homes i 33 dones). De les 204 persones inactives 48 estaven jubilades, 84 estaven estudiant i 72 estaven classificades com a «altres inactius».

### Ingressos
El 2009 a Cambrin hi havia 370 unitats fiscals que integraven 951,5 persones, la mediana anual d'ingressos fiscals per persona era de 17.047 €.

### Activitats econòmiques
Dels 39 establiments que hi havia el 2007, 6 eren d'empreses alimentàries, 1 d'una empresa de fabricació d'altres productes industrials, 6 d'empreses de construcció, 11 d'empreses de comerç i reparació d'automòbils, 2 d'empreses de transport, 1 d'una empresa d'hostatgeria i restauració, 2 d'empreses immobiliàries, 3 d'empreses de serveis, 6 d'entitats de l'administració pública i 1 d'una empresa classificada com a «altres activitats de serveis».
Dels 8 establiments de servei als particulars que hi havia el 2009, 1 era una oficina de correu, 1 funerària, 1 taller de reparació d'automòbils i de material agrícola, 2 fusteries, 2 lampisteries i 1 perruqueria.
Dels 5 establiments comercials que hi havia el 2009, 1 era una botiga de més de 120 m², 2 fleques i 2 carnisseries.
L'any 2000 a Cambrin hi havia 3 explotacions agrícoles.

## Equipaments sanitaris i escolars
El 2009 hi havia una escola elemental.

## Poblacions més properes
El següent diagrama mostra les poblacions més properes.